# Municipio de Elkhorn (condado de Plymouth)
El municipio de Elkhorn (en inglés: Elkhorn Township) es un municipio ubicado en el condado de Plymouth en el estado estadounidense de Iowa. En el año 2010 tenía una población de 202 habitantes y una densidad poblacional de 2,14 personas por km².

## Geografía
El municipio de Elkhorn se encuentra ubicado en las coordenadas 42°36′18″N 96°2′13″O / 42.60500, -96.03694. Según la Oficina del Censo de los Estados Unidos, el municipio tiene una superficie total de 94.51 km², de la cual 94,51 km² corresponden a tierra firme y (0 %) 0 km² es agua.

## Demografía
Según el censo de 2010, había 202 personas residiendo en el municipio de Elkhorn. La densidad de población era de 2,14 hab./km². De los 202 habitantes, el municipio de Elkhorn estaba compuesto por el 99,01 % blancos, el 0,5 % eran amerindios, el 0,5 % eran asiáticos. Del total de la población el 0,5 % eran hispanos o latinos de cualquier raza.